# Gare d'Avesnelles
Ne doit pas être confondu avec Gare d'Avesnes.
La gare d'Avesnelles est une gare ferroviaire française de la ligne de Fives à Hirson, située sur le territoire de la commune d'Avesnelles, dans le département du Nord, en région Hauts-de-France.
C'est une halte voyageurs de la Société nationale des chemins de fer français (SNCF), desservie par des trains TER Hauts-de-France.

## Situation ferroviaire
Établie à 166 mètres d'altitude, la gare d'Avesnelles est située au point kilométrique (PK) 94,894 de la ligne de Fives à Hirson, entre les gares ouvertes d'Avesnes et de Sains-du-Nord.

## Histoire
Par le passé une autre ligne de chemin de fer traversait Avesnelles et une autre gare existait aussi. Le 28 octobre 1907 est mise en service la ligne de chemin de fer Avesnes/Helpe - Solesmes (47 km) via Avesnelles, Étrœungt, Cartignies, Maroilles, Landrecies... Le service régulier des voyageurs était assuré. En 1916, pendant l'occupation allemande, les rails ont été démontés et le réseau a été dans l'impossibilité de fonctionner. Le souvenir de cette gare est resté à Avesnelles de par le nom de la « rue de l'ancienne gare ».

## Service des voyageurs

### Accueil
Halte SNCF, c'est un point d'arrêt non géré (PANG) à accès libre.

### Desserte
Avesnelles est desservie par des trains TER Hauts-de-France qui effectuent des missions entre les gares : de Lille-Flandres et d'Hirson, ou Charleville-Mézières.

### Intermodalité
Le stationnement des véhicules est possible à proximité.